# Norrlands nations kammarkör
Norrlands nations kammarkör, oftast Norrlandskören, är studentnationen Norrlands nations kammarkör i Uppsala.

## Historia
Kören grundades 1957 av nationens dåvarande sånganförare Folke Bohlin, med Eric Ericson som konstnärlig ledare, som en del i ett ambitiöst projekt med namnet Norrlands nations musikverksamhet. Musikverksamheten omfattade även instrumentalmusik och var öppen för sångare och musiker från alla studentnationer i Uppsala. Den rent instrumentala delen, Norrlandsorkestern, med Anders Jansson som förste ledare, lämnade nationen först 1980 och blev dagens Uppsala Kammarstråkar. Norrlands nations kammarkör var vid grundandet den enda existerande blandade studentkören i Uppsala. En majoritet av kören lämnade nationen redan 1964 och bytte namn till Uppsala Akademiska Kammarkör. Detta skedde efter Norrlandskörens deltagande i den stora internationella körtävlingen i Llangollen i Wales där kören vunnit priset "Choir of the year". Kören omstartades då direkt av nationens Sånganförare, Ingemar Braennstroem,  med huvudsaklig inriktning mera mot nationens egna medlemmar.
2019, ledda av Francesco Acquista, vann kören the 7th Int. Anton Bruckner Choir Competition anordnad av Interkultur. I kategorin blandad kör blev resultatet guld av nivå IV och kategorivinst, i sakralt guld nivå V och kategorivinst, dessutom vann kören Grand Prix i tävlan mot flera andra kategorivinnare. 
2023, ledda av Francesco Acquista, vann kören titeln Champions of the World Choir Games i kategorin Mixed Chamber Choirs i Gangneung, Sydkorea. 

## Verksamhet
Förutom ett vilande år, 1970, har kören haft kontinuerlig verksamhet. Medlemsantalet har varierat kraftigt genom åren, från omkring 20 under den första halvan av 1970-talet till över 130 under början av 1980-talet. Kören har idag cirka 45 medlemmar och sjunger på nationens större fester, samt ger konserter för allmänheten varje termin. Norrlandskören har varje år sedan starten 1978 deltagit i den för alla Uppsalas nationskörer gemensamma Nationskörfestivalen.

## Dirigenter
Dirigenter genom åren har varit: 

- Eric Ericson
- Folke Bohlin
- Dan-Olof Stenlund
- Ingemar Braennstroem
- Hans Nyberg
- Leif Jonsson
- Margaretha Thalén
- Ann-Mari Lind
- Barbro Björklund
- Mårten Jansson
- Lennart Bergbom
- Maria Edman
- Cecilia Martin-Löf
- Tove Waldetoft
- Florian Benfer
- Malin Strömdahl
- Francesco Acquista